# Jonathan Groß

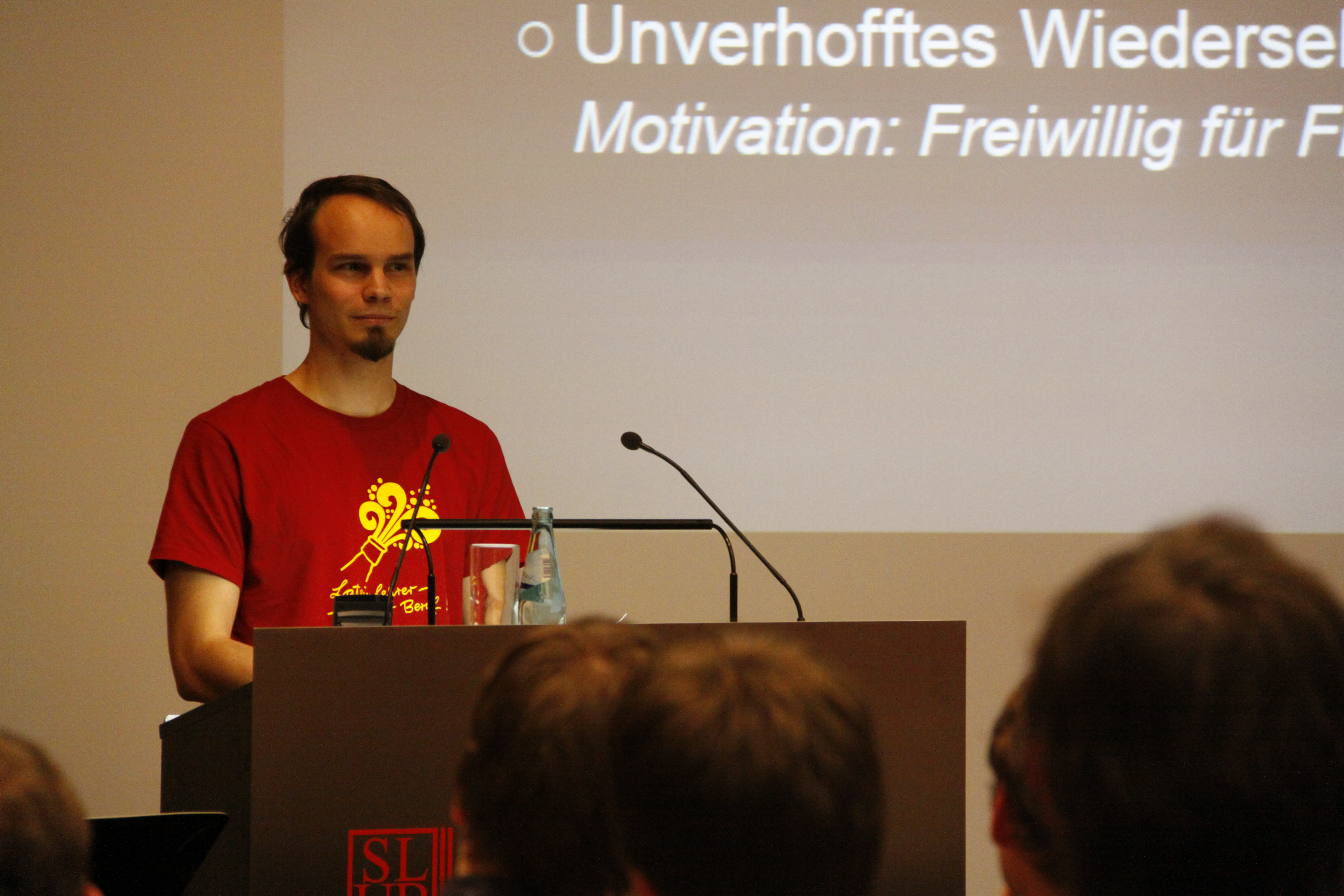
Jonathan Groß bei einer Lesung 2011 in Dresden

Jonathan Groß (* 30. August 1985 in Berlin) ist ein deutscher Klassischer Philologe, der sich vor allem mit der Literatur der Spätantike, der Wissenschaftsgeschichte und der Rezeption des griechischen Mythos befasst.

## Leben und Wirken
Jonathan Groß ist Nachfahre von Eduard Crusius und Urenkel von Wilhelm Groß. Er legte sein Abitur am Heinrich-Schliemann-Gymnasium im Berliner Prenzlauer Berg ab und leistete im Anschluss daran ein Freiwilliges Soziales Jahr im Zentralarchiv der Staatlichen Museen zu Berlin ab, wo er unter anderem die ehrenamtliche Arbeit am Kunstarchiv Werner Kittel koordinierte. Zum Wintersemester 2006/2007 begann er an der Universität Göttingen mit dem Lehramtsstudium der Klassischen Philologie. Zu seinen akademischen Lehrern gehören Heinz-Günther Nesselrath, Ulrike Egelhaaf-Gaiser und Peter Kuhlmann. 2009 erlangte er seinen Grad als Bachelor of Arts in Education (Altgriechisch und Latein), 2012 schloss er das Studium mit dem Master-of-Education-Abschluss (Altgriechisch und Latein) ab. Während des Studiums war er als Tutor (Schreibberater für studentische Hausarbeiten und Bachelorarbeiten) sowie als studentische Hilfskraft in verschiedenen Projekten tätig.
Zum April 2012 wurde Groß Wissenschaftlicher Mitarbeiter für das Projekt Kleine und fragmentarische Historiker der Spätantike an der Universität Düsseldorf, das von Bruno Bleckmann und Markus Stein geleitet wurde. Er war an drei Bänden des Projekts als Autor und Herausgeber beteiligt, zumeist in Verbindung mit Bruno Bleckmann: Zusammen bearbeiteten sie unter anderem die Alexandrinische Weltchronik, die Fragmente der Historiker der Reichskrise des 3. Jahrhunderts und das Breviarium ab urbe condita des Eutropius. Daneben absolvierte er sein Promotionsstudium in Düsseldorf und wurde dort im November 2017 zum Dr. phil. promoviert. Seine Dissertation verfasste er zum Thema Gustav Schwabs Sagen des klassischen Altertums und ihre antiken Quellen. Ab 2018 absolvierte er den Vorbereitungsdienst in den Fächern Latein und Griechisch am Zentrum für schulpraktische Lehrerausbildung Bochum und am Neuen Gymnasium Bochum. Danach unterrichtete Groß von 2020 bis 2023 Latein, Deutsch und Englisch an der Freien Waldorfschule Essen. Seit 2024 ist er Wissenschaftlicher Mitarbeiter des Akademievorhabens Die „Editio critica maior“ des griechischen Psalters an der Niedersächsischen Akademie der Wissenschaften.
Groß’ Forschungsschwerpunkte umfassen die lateinische und griechische Literatur vor allem der Spätantike, die griechische Mythologie und ihre Rezeption sowie die Geschichte der Altertumswissenschaften. Aus seinen Beiträgen zur Edition, Übersetzung und Kommentierung der Kleinen und fragmentarischen Historiker der Spätantike wuchs auch seine Beschäftigung mit dem griechischen Autor Paianios hervor, dessen handschriftliche Überlieferung er in einem Aufsatz darstellte. Zur Wissenschaftsgeschichte besonders des 19. und 20. Jahrhunderts verfasste er biografische Beiträge zu Julius Brzoska, Richard Foerster, Wilhelm Kroll, Johannes Stroux, Ludwig von Sybel, Andreas Thierfelder, Max Wegner, Theodor Wiegand und Georg Wissowa, die in der Neuen Deutschen Biographie, den Schlesischen Lebensbildern der Historischen Kommission für Schlesien und in der Teuchos-Prosopographie erschienen.
In seiner Dissertation untersuchte Groß den Umgang von Gustav Schwab mit der antiken Literatur in seiner Nacherzählung der schönsten Sagen des klassischen Altertums. Er stellt für das umfangreiche Werk eine große Vielzahl von Prätexten fest, die weite Bereiche der antiken Literatur von der Archaik bis zur Spätantike, aber auch neuzeitliche Lexika einschließen. Groß’ Arbeit füllte eine lange bestehende Forschungslücke zur Rezeptionsgeschichte, wie mehrere Rezensionen betonten.
Groß ist seit 2005 ehrenamtlicher Autor und Bearbeiter bei Wikipedia, Wikisource und Wikidata und übernahm in diesen Projekten auch administrative Aufgaben. 2011 war er einer der Mitorganisatoren der Tagung „Wikipedia trifft Altertum“.

## Publikationen
Monografien
- Historiker der Reichskrise I. Eingeleitet, ediert, übersetzt und kommentiert von Bruno Bleckmann und Jonathan Groß (= Kleine und fragmentarische Historiker der Spätantike. A 1–4, 6–8). Verlag Ferdinand Schöningh, Paderborn 2016, ISBN 978-3-506-78490-2 (Print), ISBN 978-3-657-78490-5 (E-Book).[6]
- Consularia Constantinopolitana und verwandte Quellen. Eingeleitet, ediert, übersetzt und kommentiert von Maria Becker, Bruno Bleckmann, Jonathan Groß und Mehran A. Nickbakht (= Kleine und fragmentarische Historiker der Spätantike. G 1–4). Verlag Ferdinand Schöningh, Paderborn 2016 – ISBN 978-3-506-78210-6 (Print), ISBN 978-3-657-78210-9 (E-Book).[7]
- Eutropius. Breviarium ab urbe condita. Eingeleitet, ediert, übersetzt und kommentiert von Bruno Bleckmann und Jonathan Groß (= Kleine und fragmentarische Historiker der Spätantike. B 3). Verlag Ferdinand Schöningh, Paderborn 2018 – ISBN 978-3-506-78916-7 (Print), ISBN 978-3-657-78916-0 (E-Book).[8]
- Antike Mythen im schwäbischen Gewand. Gustav Schwabs Sagen des klassischen Altertums und ihre antiken Quellen (= Rezeption der Antike. Band 6). Vandenhoeck & Ruprecht. Verlag Antike, Göttingen 2020, ISBN 978-3-946317-43-2 (Print), ISBN 978-3-946317-45-6 (E-Book).[9]

Aufsätze und Buchbeiträge
- Ein säumiger Autor und ein geplagter Editor. Die Korrespondenz zwischen Friedrich Carl Andreas und Georg Wissowa aus der Frühzeit der RE. In: Jahresheft des Vereins der Göttinger Freunde der antiken Literatur 9, 2010, Seiten 10–20 (Digitalisat).
- „Sag bloß keinem, dass du da mitmachst!“ In: Wikimedia Deutschland (Herausgeber): Alles über Wikipedia und die Menschen hinter der größten Enzyklopädie der Welt. Hoffmann und Campe, Hamburg 2011, ISBN 978-3-455-50236-7, Seiten 266–267, Digitalisat.
- Richard Foerster (1843–1922). In: Joachim Bahlcke (Herausgeber): Schlesische Lebensbilder. Band 11, Degener & Co, Insingen 2012, Seiten 399–415.
- Stroux, Johannes. In: Neue Deutsche Biographie (NDB). Band 25, Duncker & Humblot, Berlin 2013, ISBN 978-3-428-11206-7, S. 582 f. (Digitalisat).
- Sybel, Ludwig von. In: Neue Deutsche Biographie (NDB). Band 25, Duncker & Humblot, Berlin 2013, ISBN 978-3-428-11206-7, S. 735 f. (Digitalisat).
- mit Wolf Brzoska: Dr. phil. Julius Brzoska 1859–1930. In: Johannes Lang (Herausgeber): Bemerkenswerte Ehinger: Weggezogen, zugezogen, geblieben. Ins Licht gerückt: 35 Lebensbilder aus zehn Jahrhunderten. Museumsgesellschaft Ehingen, Ehingen 2014, ISBN 978-3-9820835-4-4, S. 105–107 (doi:10.5281/zenodo.3960185).
- Thierfelder, Andreas. In: Neue Deutsche Biographie (NDB). Band 26, Duncker & Humblot, Berlin 2016, ISBN 978-3-428-11207-4, S. 132 f. (Digitalisat).
- On the Transmission of Paeanius. In: Greek, Roman and Byzantine Studies 60, 2020, Seiten 387–409, doi:10.5281/zenodo.3960021.
- Wegner, Max. In: Neue Deutsche Biographie (NDB). Band 27, Duncker & Humblot, Berlin 2020, ISBN 978-3-428-11208-1, S. 550 f. (Digitalisat).
- Wilhelm Kroll (1869–1939). In: Joachim Bahlcke (Herausgeber): Schlesische Lebensbilder. Band 13, Degener & Co, Insingen 2021, Seiten 159–179.